# Kowiesy (Sokołów)
Pour les articles homonymes, voir Kowiesy.
Kowiesy [kɔˈvjɛsɨ] est un village polonais de la gmina de Bielany dans le powiat de Sokołów et dans la voïvodie de Mazovie, au centre-est de la Pologne.
Il est situé à environ 9 kilomètres au sud de Sokołów Podlaski et à 87 kilomètres à l'est de Varsovie.